# Veľká Čausa
Veľká Čausa és un poble i municipi d'Eslovàquia que es troba a la regió de Trenčín. La primera menció escrita de la vila es remunta al 1358.

## Demografia
| Godina             | 1994 | 2004   | 2014   | 2024    |
| ------------------ | ---- | ------ | ------ | ------- |
| Nombre de persones | 419  | 440    | 480    | 546     |
| Diferència         |      | +5,01% | +9,09% | +13,75% |

| Godina             | 2023 | 2024   |
| ------------------ | ---- | ------ |
| Nombre de persones | 542  | 546    |
| Diferència         |      | +0,73% |